# 羅曼蒂克消亡史
《羅曼蒂克消亡史》是華誼兄弟、英皇電影聯合出品的一部中國剧情片，由程耳執導，葛優、章子怡、淺野忠信領銜主演；杜淳、鍾欣潼、韓庚、鍾漢良聯合演出。本片於2014年10月在北京、三亞、天津三地正式開機，隔年2月殺青。中國大陸于2016年12月16日上映。台灣於2017年5月19日上檔。

## 故事內容
上世紀30年代，上海飽受戰火摧殘，繁華落盡。叱吒風雲的幫派老大陸先生（葛優 飾）也受時局壓逼，遭到暗殺威脅。命懸一線卻不忘風流，答應不甘寂寞的交際花小六（章子怡 飾）成為電影女主角，可惜小六沒有守規矩，跟男主角搭上後欲離開上海，陸先生命日籍妹夫渡部（淺野忠信 飾）處置她，妹夫不單沒有履行，還暗中把小六藏起作為自己的性奴。淞滬戰役前夕，日本人計划把陸先生殺害。陸先生家人先後遇害，無一倖免，陸先生本人逃至香港。之后對陸先生忠誠的姨太太老五（鍾欣潼 飾）殺掉幫派內投靠日本人的二哥。而後陸先生才发現，再強也敵不過處心積慮，原來渡部正就是日本派到中國的間諜。

## 演員表

### 領銜主演
| 演員     | 角色   | 角色介紹                                                                         | 映射人物 |
| 葛 優    | 陸先生 | 上海灘的黑幫大佬。                                                               | 杜月笙   |
| 章子怡   | 小六   | 王老板的夫人，電影明星，不甘寂寞的交際花,追求自由與愛情,與幾位男人關係曖昧不明。 | 露兰春   |
| 淺野忠信 | 渡部   | 陸先生妹夫，会说上海话的日本人，在上海開了間日本料理店。                         |          |

### 主演
| 演員     | 角色       | 角色介紹                                       | 映射人物 |
| 杜淳     | 車夫、殺手 | 本是車夫，後來被王媽引薦給陸先生做貼身侍衛     | 林懷部   |
| 鍾欣潼   | 小五       | 陆先生的姨太太。                               |          |
| 倪大紅   | 王老板     | 陆先生的朋友兼金主，小六的丈夫                 | 黄金荣   |
| 趙寶剛   | 周先生     |                                                | 汪寿华   |
| 袁泉     | 吴小姐     | 女演员。為處理自己丈夫的事情所以找陸先生幫忙。 | 胡蝶     |
| 閆妮     | 王媽       | 陆先生的管家                                   |          |
| 韓庚     | 赵先生     | 電影明星，在拍攝電影時與小六勾搭上。           | 趙丹     |
| 霍思燕   | 妓女       |                                                |          |
| 杜江     | 马仔       |                                                |          |
| 王传君   | 马仔       |                                                |          |
| 吕行     | 吳小姐丈夫 | 因為勾搭上某位大人物的姨太太而被抓。           | 潘有声   |
| 鍾漢良   | 舞蹈老师   |                                                |          |
| 马晓伟   | 张先生     | 陸先生與王老闆的結拜兄弟                       | 張嘯林   |
| 松峰莉璃 | 渡部太太   | 陸先生的妹妹                                   |          |
|          | 戴先生     | 片中無露面,只有透過劇中角色來陳述為大老闆。    | 戴笠     |

## 演職人員
- 製作人：胡曉峰
- 監製：吳娜
- 導演：程耳
- 出品公司：華誼兄弟、英皇電影

## 電影歌曲
| 曲別   | 歌名                | 演唱者               | 作詞      | 作曲   | 備註 |
| 主題曲 | 罗曼蒂克消亡史      | 左小祖咒、尚雯婕     | 程耳      | 郭思达 |      |
| 插曲   | take me to shanghai | 约翰·休斯、艾瑟·唐斯 | 安娜·莱斯 | 梅林茂 |      |
| 插曲   | 你在何处，我父      | 大石幸次郎           | 程耳      | 郭思达 |      |
| 宣傳曲 | 把悲傷留給自己      | 左小祖咒、鍾欣潼     | 陳昇      | 陳昇   |      |

## 反响

### 评价
本片被1905电影网评选为2016年华语十大佳片第一名，评语为：“乱世中的上海滩风云，大佬与小弟，管家与车夫，妹夫与性奴，从导演的叙事中慢慢拼接成一幅旧社会的浮生图景。《罗曼蒂克消亡史》的精致来自暴力美学，带着昆汀的影子，来自浪漫影像，有着一丝王家卫的风韵，来自摄心的配乐，来自对于一个时代消亡的讲述。”

### 票房
中国大陆累计1.18亿人民币。

## 奖项
第11届亚洲电影大奖
- 最佳摄影提名：杜杰
- 最佳造型设计提名：奚仲文

中国电影导演协会2016年度表彰
- 年度影片提名
- 年度导演奖：程耳
- 年度编剧提名：程耳
- 年度男演员提名：葛优
- 年度女演员提名：章子怡
- 年度女演员提名：袁泉

## 外部連結
- 豆瓣电影上《羅曼蒂克消亡史》的資料 （简体中文）
- 时光网上《羅曼蒂克消亡史》的資料（简体中文）
- 互联网电影数据库（IMDb）上《羅曼蒂克消亡史》的资料（英文）